# Thamnophis lineri
Espèce
Thamnophis lineri est une espèce de serpents de la famille des Natricidae. 

## Répartition
Cette espèce est endémique de l'État d'Oaxaca au Mexique.

## Description
L'holotype de Thamnophis lineri, un mâle adulte, mesure 303 mm dont 102 mm pour la queue. Sa teinte générale est brune.

## Étymologie
Cette espèce est nommée en l'honneur de Ernest Anthony Liner.

## Publication originale
- Rossman & Burbrink, 2005 : Species limits within the Mexican garter snakes of the Thamnophis godmani complex. Occasional papers of the Museum of Natural Science, Louisiana State University, vol. 79, p. 1-43 (texte intégral).